# Kertx
Kertx (en ucraïnès: Керч i en rus: Керч) és una ciutat de la República Autònoma de Crimea a Ucraïna, ocupada per Rússia. És un centre industrial, de transport i turístic.

## Història
Restes arqueològiques al poble de Maiak demostren que ja fou habitada entre els segles xvii i el XV aC. S'hi han trobat nombrosos kurgans o túmuls funeraris dels cimmeris i escites. El segle VI s'hi va establir (al peu de la muntanya de Mitridates) una colònia grega que va portar el nom de Pantikapaion (llatí Panticapaeum, el nom vol dir Ruta del Peix), controlant l'estret de Kertx, ciutat després anomenada Bosporos, que des de vers el 480 aC fou la capital del regne del Bòsfor Cimmeri. Al final del segle ii aC va caure en mans de Mitridates VI Eupator (121-63 aC); més tard va passar sota influència de Roma en temps d'August. La població era de majoria escita. Les restes de l'antiga ciutat, que han estat excavades, formen part del programa de la Ruta de la Seda de la UNESCO.

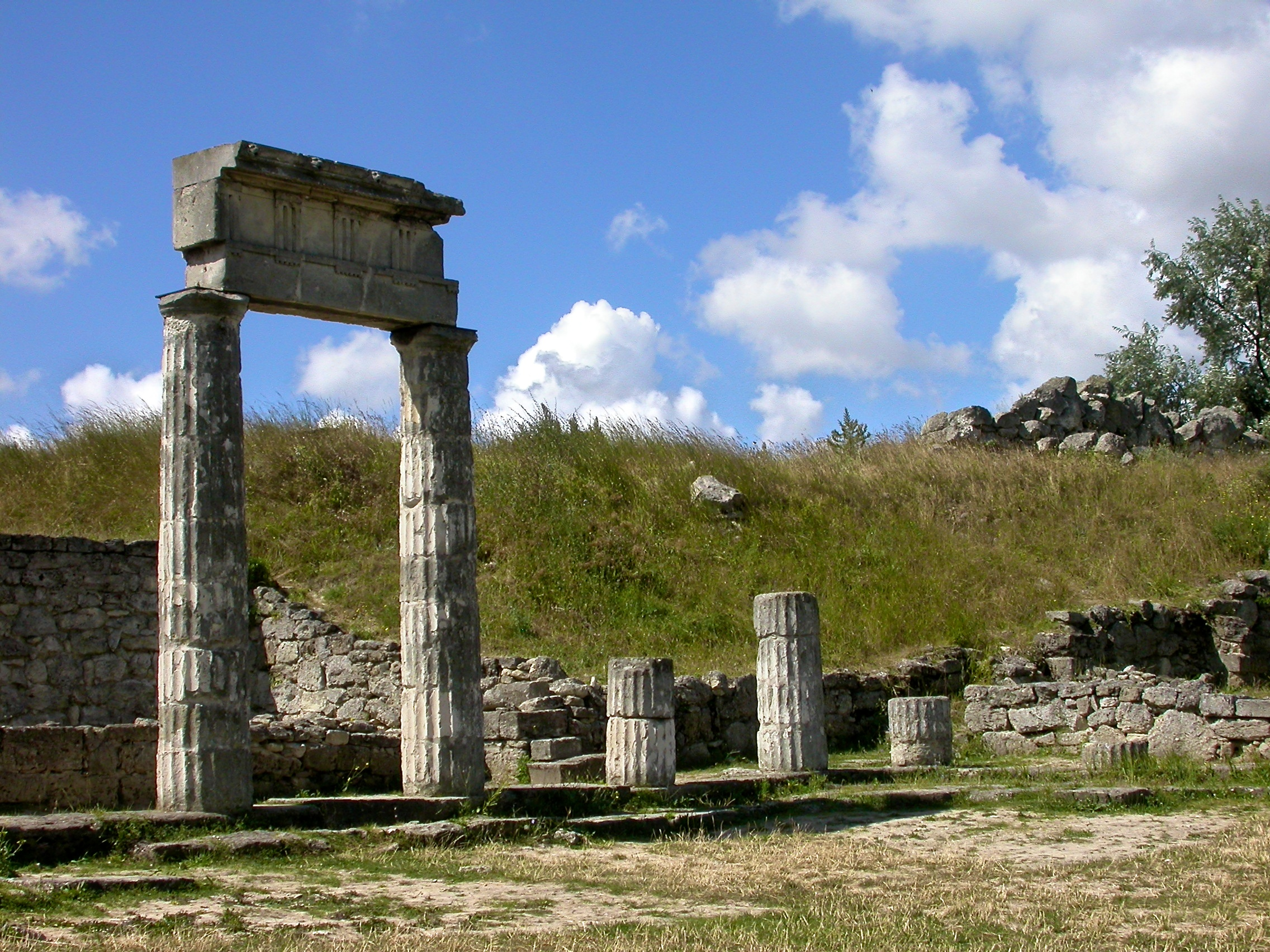
Ruïnes de Panticapaeum, segle VI aC

Els ostrogots al segle III van causar greus problemes, i després els sàrmates; fou en part destruïda pels huns el segle IV (que van dominar Crimea entre vers el 375 i el 465). Després hi van passar els gots tàurics (vers 465-560), els àvars (vers 560-600) i els búlgars (vers 600 a 650). Vers aquest temps va caure en mans dels romans d'Orient i Justinià I va fer construir la fortalesa de Bosporos que fou seu d'un bisbe. El 576 fou assetjada pels Turcs Occidentals dirigits per Bokhan, amb suport d'Anagai, el darrer rei dels huns uturgur.
A la segona meitat del segle vii va caure sota influència del kanat dels khàzars que li van donar el nom de Kartxa, i en van fer la seva capital a la zona i hi van tenir un tudhun o governador regional; les excavacions han revelat artefactes khàzars anterior al segle ix; durant el període khàzar predominava la religió cristiana; l'església de Sant Joan Baptista de Kertx fou fundada el 717. En aquest temps apareix a les fonts àrabs sota el nom de Karz, Kardj, al-Karsh, i altres i se sospita que derivaria de la forma grega Korizos o Kyrizos.
Va pertànyer als magiars (vers 825-900), als petxenegs (vers 900-vers el 1000), russos (vers 1000-1100), cumans (vers 1100 fins a 1225) i a l'Horda d'Or. Sota els primers Ibn Rusta l'esmenta com a K.r.kh (probablement Kardj) i descriu el fort romà d'Orient de la costa on els magiars tenien un actiu mercat d'esclaus. Vers el 1000 fou ocupada pels russos de Kiev després de derrotar els khàzars i agregada al principat de Tmutarakan (fundat el 988), portant el nom de Korčev; l'estat khàzar dirigit per Georgius Tzul que va conservar Kertx per un temps, fou enderrocat per una expedició romana d'Orient el 1016. Durant el segle xi doncs va pertànyer a Tmutarakan i a l'Imperi Romà d'Orient passant als cumans a tot tardar al segle següent.
Kertx va tenir bisbe del 1084 al 1094, dependent del patriarca de Matrega a la península de Taman; en poder dels cumans potser portava el nom de Rhosia que s'esmenta en un tractat entre genovesos i romans d'Orient el 1169. Vers el 1225 va passar com tota Crimea a domini dels mongols i es va formar el kanat de l'Horda d'Or. El 1289 s'hi va establir un cònsol venecià però el 1318 apareix en mans dels genovesos i sota dependència del governador de Feodòssia, i portava el nom de Cerco o Cerchio. El 1332 va esdevenir seu d'un metropolità. En aquest temps fou visitada per Ibn Battuta que hi va trobar cumans cristians. Vers el 1400 s'esmenten a la zona prínceps alans o gots vestigis d'antigues invasions que els europeus anomenaven "Domini Gothiae" o "Signori de la Tedoro" que dominaven més o menys la ciutat i rodalia, sota sobirania immediata genovesa. Entre 1475 i 1480 fou ocupada pels otomans, i com que el comerç es va centralitzar a Kaffa, Kertx va entrar en decadència.

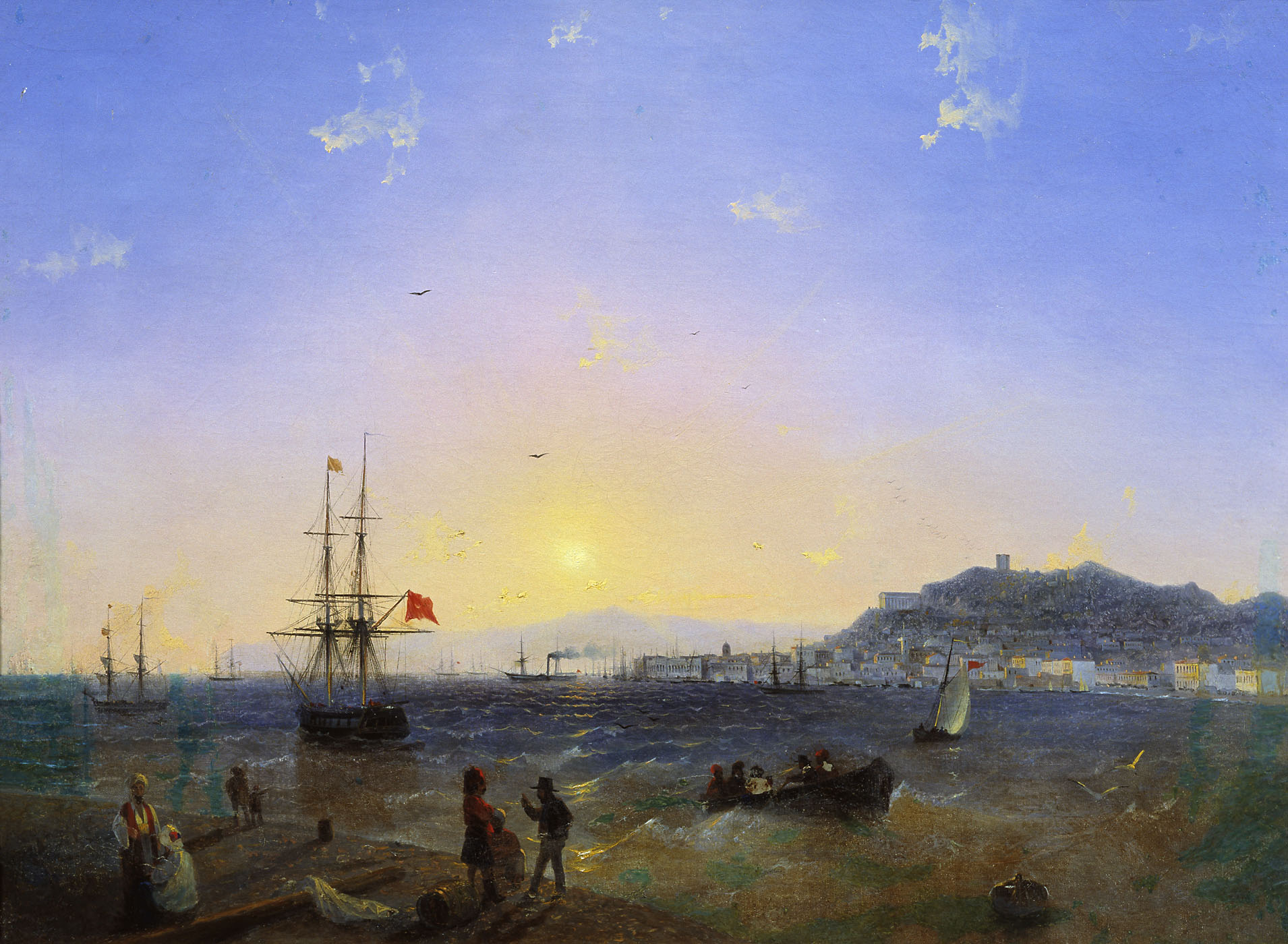
Kertx el 1839, per Ivan Aivazovsky

El 1696 els russos van ocupar Azov i en les negociacions del 1698 Pere el Gran va demanar la cessió de Kertx, a la que els otomans no van accedir i pel tractat de Karlowitz va restar en poder dels turcs. Com a resposta al reforçament dels russos a la mar d'Azov els otomans van construir la fortalesa de Jeni-kale (1702) prop de la costa de l'estret de Kertx. Tant Kertx com Jeni-kale foren ocupades sense resistència per les forces russes de Caterina II la Gran el 1771 i cedides a Rússia pel tractat de Kuchuk-Kaynardja de 1774.
El 1790 la flota russa dirigida per l'almirall Fiodor Fiodoròvitx Uixakov va derrotar els otomans a la batalla de l'estret de Kertx.
El 1821 el tsar li va donar el títol de vila però va romandre un lloc poc important, centre menors de comerç i port de pesca. Es va obrir un Museu i diverses centres educatius. Una factoria metal·lúrgica es va construir el 1846 per aprofitar els depòsits de ferro de la regió. A la guerra de Crimea la ciutat fou devastada i ocupada pels anglesos i aliats el 1855. Després va retornar a Rússia i es van fundar diverses fàbriques de mecànica, ciment i tabac; el 1900 fou enllaçada al sistema ferroviari i la població va arribar a 33.000 habitants, per declinar considerablement a la I Guerra Mundial i la guerra civil que va seguir.
El 1917 va quedar sota control del Consell Nacional Tàtar de Crimea que va organitzar les milícies i va assolir el govern de facto el 14 d'octubre de 1917, proclamant un Govern Nacional Tàtar el desembre; el gener de 1918 els bolxevics es van revoltar arreu i van agafar el control de Kertx i de tota Crimea proclamant el març de 1918 la República Soviètica de Tàurida quan ja els alemanys havien entrat a la península i havien ocupat Odessa el dia 13; els alemanys van arribar a Kertx l'abril, i els caps de la república soviètica van fugir el dia 21. Els alemanys van governar militarment Kertx fins al juny de 1918 quan es va instal·lar el govern blanc de la regió (kray) de Crimea, dirigit pel general Sulkevitx. Va durar fins a la derrota dels Imperis Centrals a la guerra el novembre de 1918. Les forces d'ocupació es van retirar i el desembre va desembarcar un contingent aliat (principalment francès) que va ocupar Kertx i altres ciutats i va instal·lar un nou govern blanc, favorable als aliats (18 de desembre de 1918) dirigit pel primer ministre Solomon Krym, amb Vladimir D. Nabokov (pare de l'escriptor rus americà V.V. Nabakov) com a ministre de Justícia. Aquest govern va durar poc temps, ja que al gener del 1919 els bolxevics van iniciar una ofensiva a la península; els blancs van fugir a Istanbul i els bolxevics van proclamar l'abril de 1919 la República Soviètica de Crimea, que esdevingué el 18 d'octubre de 1921 la República Socialista Soviètica de Crimea i el 10 de novembre de 1921 la República Socialista Soviètica Autònoma de Crimea dins la República Federativa Socialista Soviètica Russa. La població va arribar a més de 100.000 habitants la vespra de la II Guerra Mundial.
El novembre de 1941 fou ocupada pels alemanys (tota Crimea entre 1941 i 1942) i encara que els soviètics la van reconquerir el 30 de desembre en un desembarcament els alemanys la van recuperar el 1942 en la batalla de Kertx (8 a 18 de maig de 1942) en la qual els soviètics haurien perdut més de 150.000 homes entre morts i desapareguts; els alemanys la van conservar fins a l'11 d'abril de 1944 tot i un intent de desembarcament soviètic el 31 d'octubre de 1943; durant el govern alemany 15.000 ciutadans, alguns jueus, foren executats, i un nombre similar deportats. La ciutat rebria el títol d'heroica. El maig de 1944 els tàtars foren deportats a l'Àsia central i després van seguir el mateix camí els armenis, búlgars i grecs. El 30 de juny de 1945 la república fou dissolta i Kertx va passar a formar part de l'Óblast de Crimea dins de Rússia. El 19 de febrer de 1954 Crimea i, per tant, Kertx, fou transferida a Ucraïna.
Després d'un referèndum el 20 de gener de 1991 l'Oblast fou transformat altre cop en República Socialista Soviètica Autònoma de Crimea dins Ucraïna. El Soviet Suprem ucraïnès la va reconèixer. Al referèndum d'independència d'Ucraïna de l'1 de desembre de 1991, la majoria dels habitants de Crimea van votar per la independència. El Parlament de Crimea va rebatejar el país com República de Crimea i va proclamar la sobirania el 5 de maig del 1992 però el 19 de maig va acceptar romandre dins Ucraïna, si bé la seva autonomia fou ampliada el 30 de juny dell1992. L'11 de novembre de 2007, una gran tempesta provinent de la mar Negra va ocasionar grans danys, i la destrucció d'alguns vaixells va causar un desastre ecològic en perdre el combustible i materials químics.
El 2014, la ciutat fou annexionada per la Federació Russa juntament amb la resta de Crimea. La comunitat internacional condemnà fermament l'annexió i continua reconeixent Crimea com a territori ucraïnès.

## Fills il·lustres
- Jia Ruskaja (1902-1970), ballarina i coreògrafa.
- Mishel Piastro (1891-1970), violinista.

## Turisme

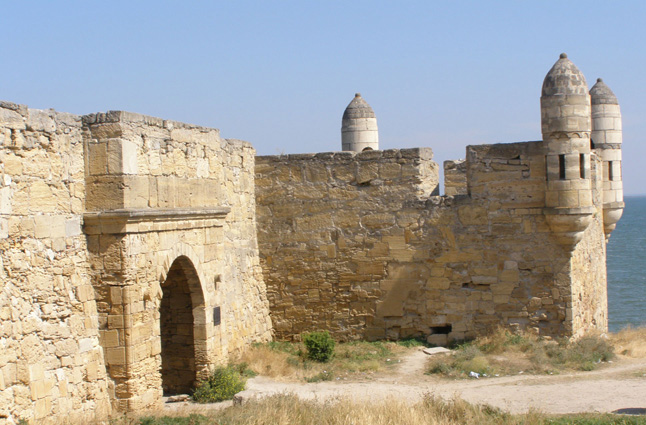
Yenikale

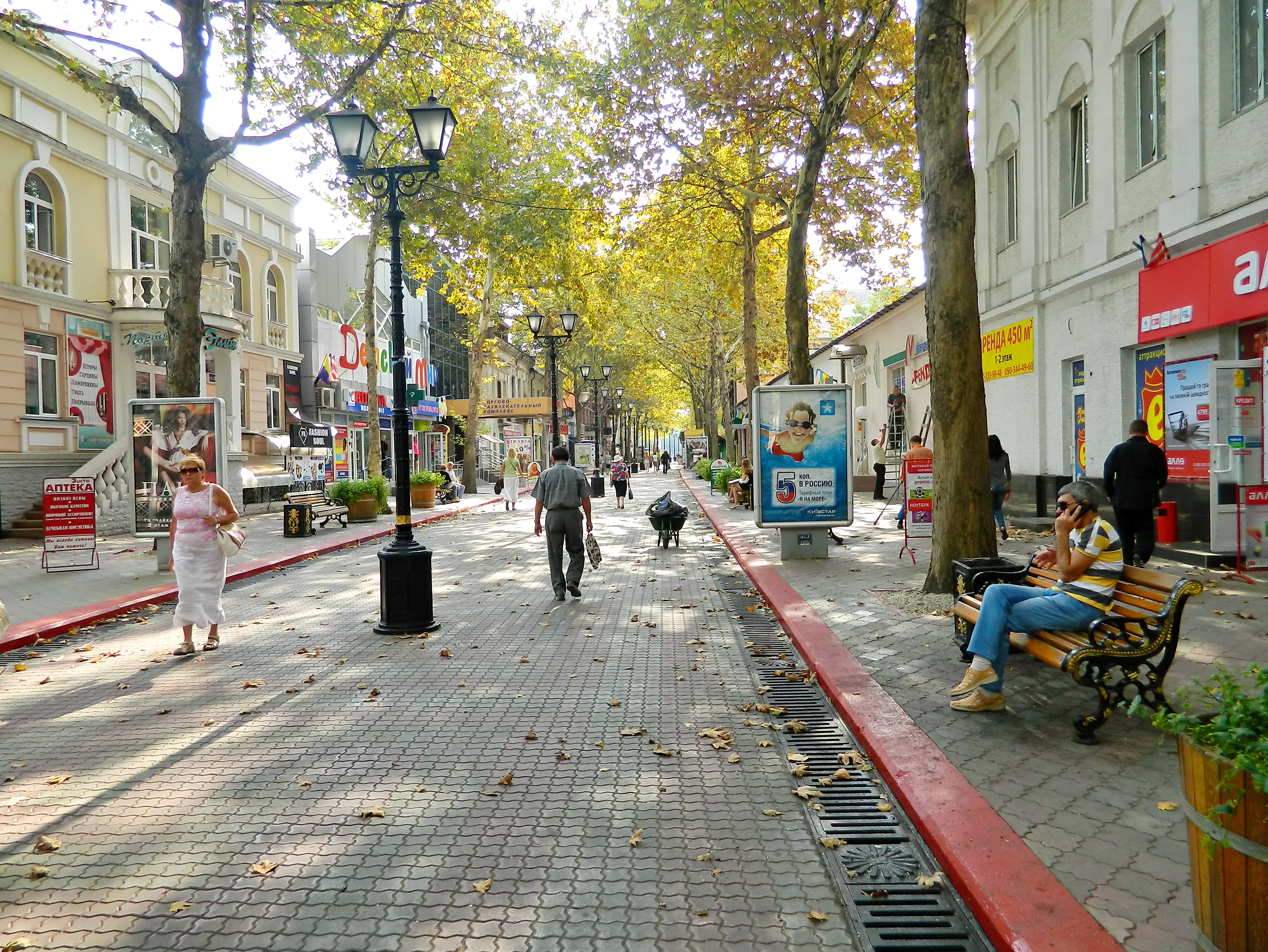
Kertx

A causa de la seva localització a la vora de la mar d'Azov, va esdevenir un popular centre de vacances pels soviètics. No obstant, la presència de turistes és limitada per la condició de ciutat industrial que causa pol·lució, i per la manca de platges. Els llocs principals per visitar són: 
- L'antiga Panticapaeum
- Kurgan Tsarskiy (segle IV aC) d'un dels reis del Bòsfor Cimmeri
- Església de Sant Joan Baptista (717)
- Fortalesa de Ienikale, 1702/1706
- Escales de Mitridates a la muntanya de Mitridates, amb 428 escalons, construïda el 1833-1840 per l'arquitecte italià A. Digbi
- Obelisc de Glòria a la muntanya Mitridates, en record dels morts a la II Guerra Mundial
- Memorial dels herois guerrillers defensors de les mines d'Adzhimushkay
- Fortalesa de Kertx de l'arquitecte Totleben al segle xix
- Llocs propers de Mirmecium, Tiritaka i Nimphei (altres van ser enterrats o coberts d'aigua després de terratrèmols)
- Cripta anomenada de Demeter, amb frescos, del segle I aC

## Nota
1. ↑  Black Sea Fleet (BSF) Morskoyo Flota
2. ↑  «UN: Russia’s annexation of Crimea is illegal» (en anglès). New York Post, 27-03-2014.
3. ↑  Organització de les Nacions Unides. «Backing Ukraine’s territorial integrity, UN Assembly declares Crimea referendum invalid» (en anglès), 27-03-2014.